# Nordisk stormhatt
Nordisk stormhatt (Aconitum lycoctonum ssp. septentrionale) är en flerårig ört som står rakt upp och kan bli 80 centimeter upp till två meter hög. Stjälkarna är ogrenade och klädda med körtelhår upptill. Bladen sitter strödda och är håriga och handflikiga med fem till sju breda flikar och blir 20–50 centimeter. Nordisk stormhatt blommar i juli-augusti med vanligen gråaktigt blåvioletta, sällan vita eller gulvita, blommor som sitter samlade i toppställda klasar och blir 10–50 centimeter lång. Blommorna har en mycket speciell byggnad med fem yttre hylleblad där ett av hyllebladen är utbildat som en långsträckt hjälm som är omkring tre gånger så hög som bred. Nektarbladen är vridna. Frukten består vanligen av tre mångfröiga baljkapslar.
Arten delas upp i flera underarter, huvudunderarten nordisk stormhatt (subsp. sepentrionale) växer vild i Sverige medan de två underarterna alpstormhatt (subsp.  lycoctonum) och sydstormhatt (subsp. neapolitanum), som är gulblommiga och hör hemma i Syd- och Centraleuropa, är tillfälliga. Nordisk stormhatt är, liksom övriga stormhattar (Aconitum), mycket giftig

## Utbredning

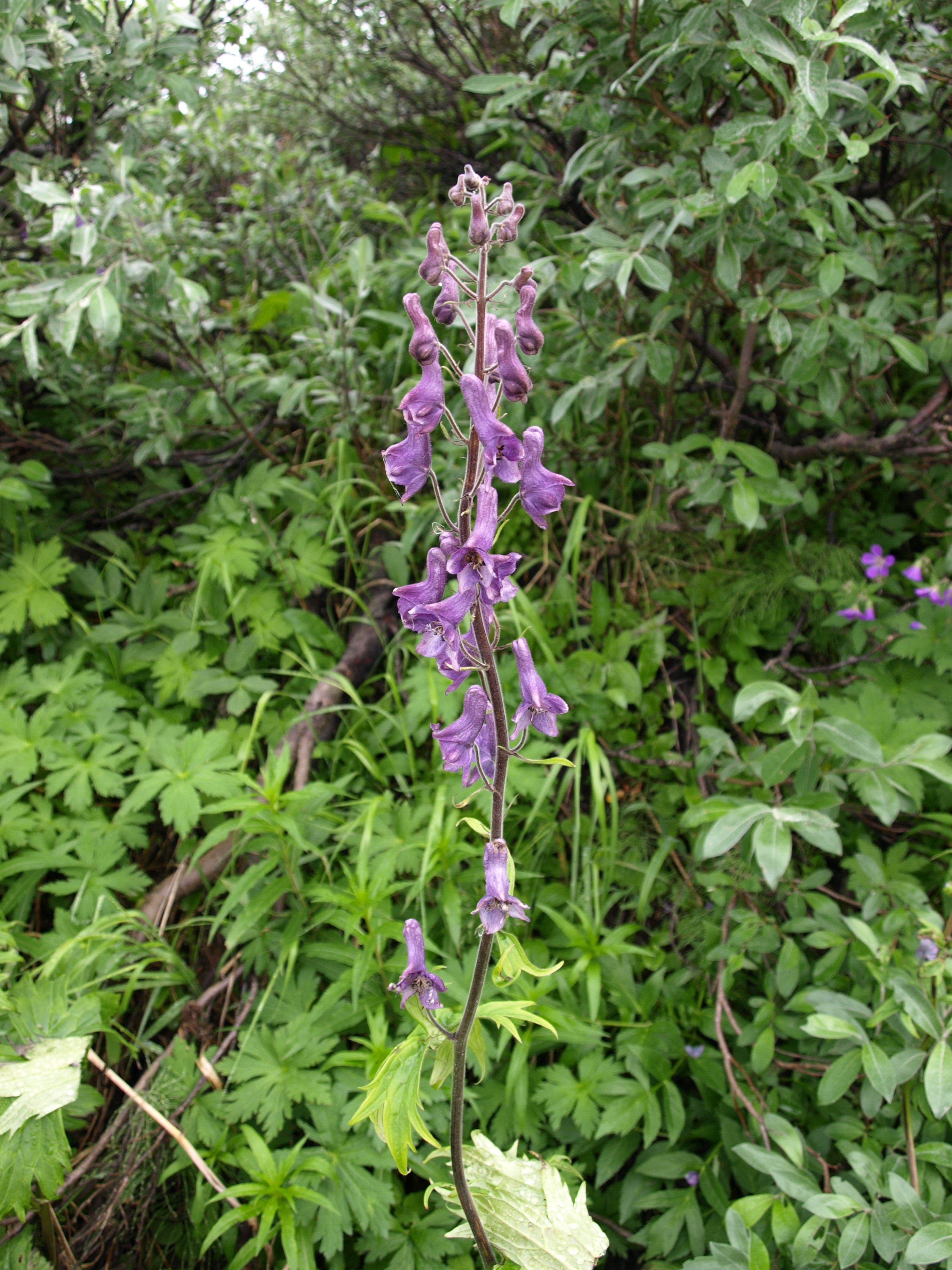
Nordisk stormhatt i Padjelanta nationalpark.

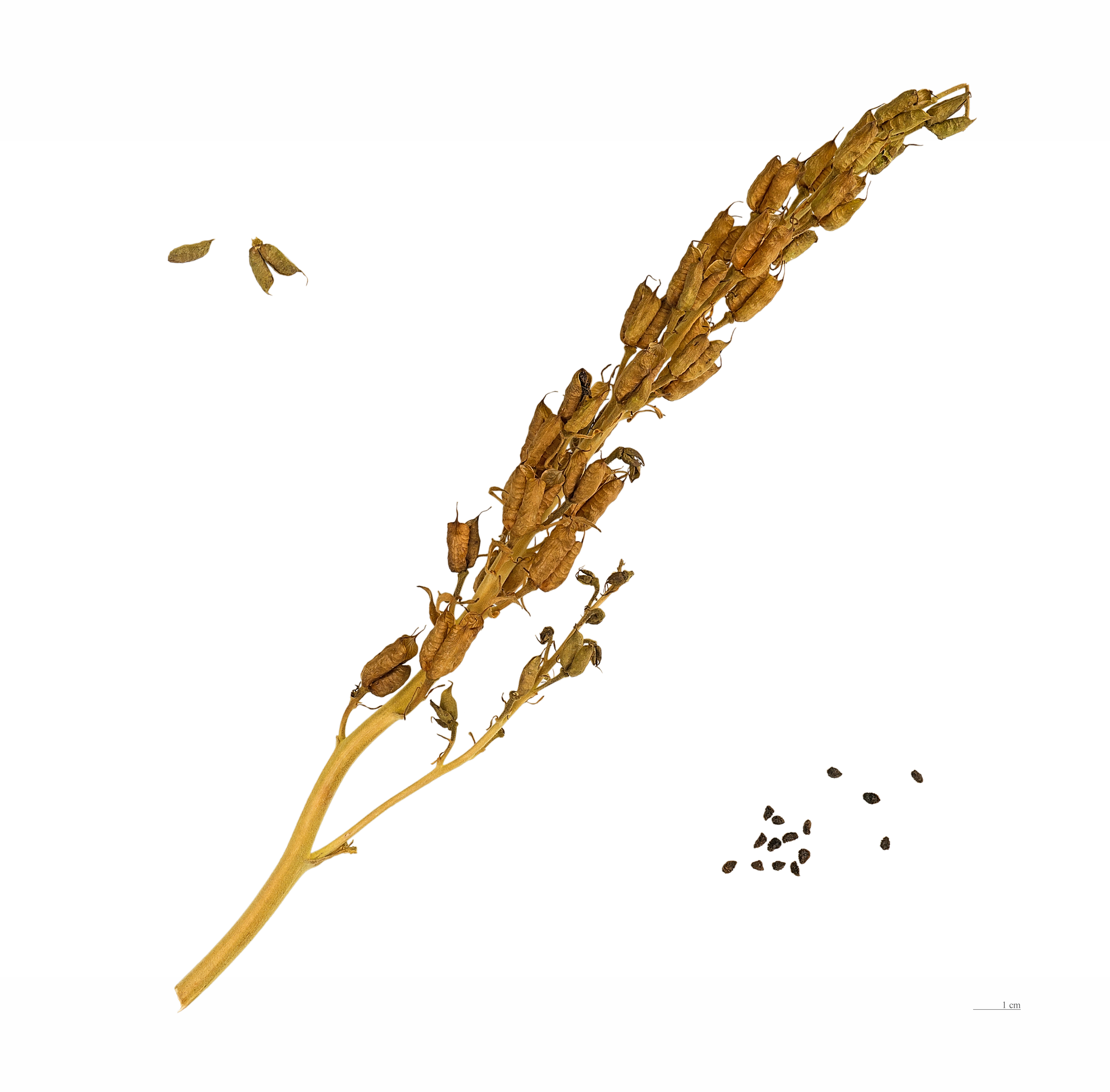
Aconitum lycoctonum subsp. vulparia

Nordisk stormhatt är ganska vanlig i fjälltrakterna men förekommer också sällsynt nedom fjällen. Den växer vanligen på fuktig näringsrik mark, i högörtsängar, granskogar, rasbranter, och ängsbjörkskogar, bäck- och jokkstränder ofta tillsammans med andra högväxta örter som torta (Cicerbita alpina), smörboll (Trollius europaeus) och midsommarblomster (Geranium sylvaticum). Första fynduppgift publicerades på 1600-talet (Nordstedt 1920).

## Användning[3]
Stormhattens rot har använts inom medicinen och som pilgift hos inuiter/inuk i Alaska (bland annat av aleuter), östra Sibirien och Kamtjatka. Inom medicinen började man på 1700-talet i Europa nyttja den i mycket små doser som smärtstillande medel. Stormhatt har använts länge i Kina som lokalbedövning bland annat vid så kallad trepanering, tack vare  stormhattsgiftets förlamande effekt. Under första världskriget användes rot av stormhatt som smärtstillande medel på västfronten. Dekokt av roten användes förr mot ohyra, bland annat i Sverige mot vägglöss.

## Etymologi
Artnamnet lycoctonum kommer av grekiskans lykos (varg) och ktonos (mord) och betyder varggift. Aconitum är det antika namnet på växten stormhatt, där berget Akonitos har gett växtens namn. Vid berget Akonitos föll helveteshunden Cerberus fradga, och ur den växte stormhatt upp.

## Giftighet
Nordisk stormhatt är mycket giftig särskilt frön och roten som innehåller akonitin. Dödsfall och allvarliga förgiftningar har förekommit inom förväxlingar av ätbara örter och vid medicinskt bruk. Symptom som uppstår kan komma plötsligt oftast inom en timme och kan vara brännande känsla i mun och svalg, kräkningar, diarré, salivsöndring, kallsvettning, hjärtrytmrubbningar, myrkrypningar, muskelsvaghet och andningsförlamningar. Om större mängder av växten skulle förtäras måste medicinskt kol ges som behandling.